# Wolfram Schmitt-Leonardy
Wolfram Schmitt-Leonardy (* 1967) ist ein deutscher klassischer Pianist und Professor für Klavier.

## Leben und Wirken
Schmitt-Leonardy studierte u. a. bei Bernd Glemser, Michael Ponti, Adrian Aeschbacher, Vitaly Margulis, György Sebők und Alexis Weissenberg. Er war Preisträger bedeutender Pianistenwettbewerbe wie z. B. Internationalen Klavierwettbewerb Sergej Rachmaninoff und erhielt Kultur- und Förderpreise. Als Solist spielt er mit renommierten Orchestern wie u. a. den Berliner Symphonikern, der Staatsphilharmonie Rheinland-Pfalz, den St. Petersburger Philharmonikern, dem Thailand Philharmonic Orchestra, der Arthur Rubinstein Philharmonie Polen, den Philharmonischen Orchestern von Oradea, Brasov, Klausenburg, Herrmannstadt und Timisoara, der Philharmonie der Nationen und der Philharmonia Hungarica und konzertiert weltweit in bedeutenden Konzerthäusern, wie der Philharmonie Berlin, der Philharmonie St. Petersburg, dem Teatro Olimpico, der Forbidden City Concert Hall und auf Festivals.
Dabei arbeitet er u. a. zusammen mit Künstlern wie Wolfgang Emanuel Schmidt, Ingolf Turban, Guido Schiefen, Georg Friedrich Schenck, Maurizio Baglini, Michael Ponti und Tuncay Yılmaz sowie u. a. mit dem Philharmonia Quartett Berlin, dem Melos Quartett, dem Amati Quartett und dem Rodin-Quartett.
Seit 2007 unterrichtet er an der École Normale de Musique de Paris Alfred Cortot als Professeur remplacant. Von 2018 bis 2021 leitete er eine Klavierklasse an der International Piano Academy Brescia. Von 2010 bis 2017 war er Professor für Klavier an der Hochschule für Musik und Theater München 2016 erhielt er einen Ruf an die Hochschule für Musik Hanns Eisler Berlin und 2017 an die Hochschule für Musik und Darstellende Kunst Mannheim, an der er seitdem eine Klavierklasse leitet. 2020 wurde er zum Vice Educational Director der Lang Lang Art World in Hangzhou (China) ernannt. Ebenso gründete er zusammen mit Agnès Yamakado und Pierric Guenéguan die WSL-Piano-Academy in Durtal (F). Seit 2022 ist er Schirmherr einer Organisation die jährlich ca. 400 Konzerte an junge Pianisten vergibt. 2024 übernahm er für 2 Monate die Leitung der Klavierklasse von Prof. Timothy Young an der Australian National Academy of Music in Melbourne.
Er gibt Meisterkurse u. a. für die Lang Lang International Music Foundation, für den Tonkünstlerverband Bayern sowie auf Einladung verschiedener Festivals und Universitäten in Kanada, Russland, Italien, Frankreich, Österreich, Deutschland, Australien, Rumänien, Polen, Finnland, Spanien, Japan, China, Malaysia und Thailand. Außerdem ist er Jury-Mitglied internationaler Klavier-Wettbewerbe. Seit 2011 ist er Vorsitzender der Jury des Internationalen Deutschen Pianistenpreises.

## Auszeichnungen
- 1987: Walter Gieseking Wettbewerb Saarbrücken (2. Preis und Sonderpreis)
- 1988: Internationaler Klavierwettbewerb Carlo Soliva (1. Preis und Sonderpreis)
- 1991: Europäischer Musikwettbewerb Turin (3. Preis)
- 1993: Internationaler Pianistenwettbewerb Sergej Rachmaninoff (2. Preis)
- 1994: Internationaler Wettbewerb für Klavier und Orchester Mazara del Vallo (3. Preis)
- 1994: Förderstipendium der Landeshauptstadt Saarbrücken
- 1997: Kunstpreis des Landkreises Saarlouis
- 1998: Internationaler Klavierwettbewerb in Pietrà Ligure (1. Preis)
- 2007: Coup de Cœur (Piano Le Magazine)
- 2023: Editor's Choice in der Fachzeitschrift Gramophone für seine Einspielung von Scarlatti Sonaten

## Diskografie
- Domenico Scarlatti 17 Sonatas (Audio-CD 2023)
- Frédéric Chopin: 3 Sonatas (Audio-CD 2017)
- Frédéric Chopin: 4 Ballades and 4 Impromptus (Audio-CD 2015)
- Frédéric Chopin: 24 Préludes Op. 28 and 2nd Sonata Op. 35 (Audio-CD 2012)
- Felix Mendelssohn Bartholdy: Mendelssohn: Piano Works (Audio-CD – 2009)
- Robert Schumann: Schumann: Piano Works Vol. 3 (2 Audio CDs – 2008)
- Sergei Rachmaninow/Alexander Warenberg: Rachmaninoff/Warenberg: Klavierkonzert No. 5 (Audio-CD – 2008)
- Johannes Brahms: Brahms: Complete Variations (2 Audio CDs – 2007)
- Robert Schumann: Schumann: Piano Works – SACD (Audio-CD – 2007)
- Dimitri Kabalewski: Kabalewsky Piano Solo Works (Audio-CD – 2002)
- Peter Tschaikowsky/George Gershwin: Klavierkonzert 1, B-Moll/Rhapso (Audio-CD – 2000)

## Belege
1. 1 2 3 4 5 6 7  Musikhochschule Mannheim: Wolfram Schmitt-Leonardy. Abgerufen am 12. Januar 2020.

| Personendaten    | Personendaten             |
| ---------------- | ------------------------- |
| NAME             | Schmitt-Leonardy, Wolfram |
| KURZBESCHREIBUNG | deutscher Pianist         |
| GEBURTSDATUM     | 1967                      |